# Ussangoda-Nationalpark
Der Ussangoda-Nationalpark ist der neueste und der 21. Nationalpark in Sri Lanka. Die Ziele der Errichtung des neuen Nationalparks sind der langfristige Schutz der biologischen, archäologischen und geografischen Werte des Gebiets. Der Park grenzt im Osten an das Kalametiya Wildlife Sanctuary.

## Geschichte
In der hinduistischen Mythologie gilt Ussangoda als der Ort, an dem König Ravana seinen Pfauenwagen (Dandu Monara) landet.

## Flora und Fauna
Ussangoda ist ein wichtiger Brutplatz für Meeresschildkröten und umfasst sowohl Land als auch Meeresgebiete. Die rote Erde bildet den Boden des Gebietes und die verkümmerte Vegetation ist ein Merkmal, das durch die starke Meeresbrise verursacht wird. Eine Theorie zur Erklärung des roten Bodens ist eine hohe Konzentration an Eisenoxid in der Gegend. Eine andere Theorie ist die eines Meteoriteneinschlags. Das Gebiet sollte ursprünglich als Geopark ausgewiesen werden. Aufgrund der Biodiversität des Gebietes und anderer wichtiger Merkmale wie archäologischer und geographischer Werte wurde Ussangoda jedoch zum Nationalpark erklärt.